# Jack La Rue

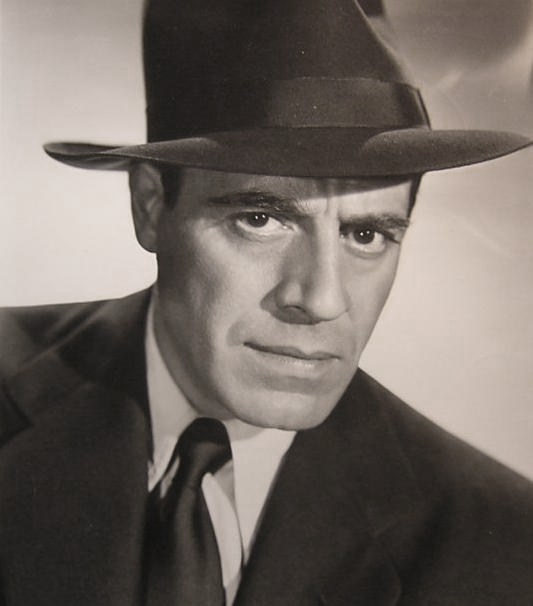
Jack La Rue.

Jack La Rue, född 3 maj 1902 i New York, död 11 januari 1984 i Santa Monica, Kalifornien, var en amerikansk skådespelare. La Rue fick på film ofta spela tuffing eller gangster, men i filmen Farväl till vapnen 1932 spelade han präst.

## Filmografi, urval
- 1932 – Farväl till vapnen
- 1933 – Kinesiska rummets hemlighet
- 1937 – Havets hjältar
- 1940 – Slaghöken
- 1941 – Fotsteg i mörkret
- 1945 – Det enda vittnet
- 1945 – Två glada sjömän i Alaska
- 1947 – Åh, en sån deckare!
- 1950 – Änglar på vift